# Entodon piovani
Entodon piovani là một loài Rêu trong họ Entodontaceae. Loài này được Bizot mô tả khoa học đầu tiên năm 1971.